# バトルベースボール
『バトルベースボール』は、1993年2月19日にバンプレストから発売されたファミリーコンピュータ用ソフト。

## 概要
SDにディフォルメされたロボットアニメや特撮作品のキャラクターが戦うクロスオーバー作品『コンパチヒーローシリーズ』（1990年 - ）の1つ。『ウルトラシリーズ』（1966年 - ）、『仮面ライダーシリーズ』（1971年 - ）、『ガンダムシリーズ』（1979年 - ）、『ゴジラシリーズ』（1954年 - ）のキャラクターたちがチームを組んで野球で対決する。

## ゲーム内容

### システム
1Pが全チームと戦うリーグ戦、2PかCOMで好きなチームを選んで対戦するオープン戦、2PかCOMで好きなキャラクターを交互に選択してチームを作り対戦するオールスターの3つのモードがある。なお、チームやキャラクターは1Pと2Pで同じものを選択できない。
イブニング数は3、5、7、9の4つ、また試合数は21、35、70の3つから選ぶ。キャラクターはHPを消費することで必殺打法や必殺魔球を使うことができる。

### 球場
サイクロンドーム
仮面ライダーシリーズのホーム。
WB.スタジアム
ガンダムシリーズのホーム。
ウルトラドーム
ウルトラシリーズのホーム。
モンスターアイランド
ゴジラシリーズのホーム。

## 登場キャラクター

### ウルトラスターライツ (US)
ウルトラシリーズの主要キャラクターで構成されたチーム。
野手
- ウルトラマン
- ウルトラセブン
- ウルトラマンジャック
- ウルトラマンエース
- ウルトラマンタロウ
- アストラ
- ミクラス
- ウインダム
- キングジョー
- エレキング
- ダダ
- イカルス星人

投手
- ゾフィー
- ウルトラマンレオ
- ウルトラマングレート
- ゴモラ

応援
- 友里アンヌ

### フォーミュラーニュータイプス (FN)
ガンダムシリーズの主要キャラクターで構成されたチーム。
野手
- ガンダム
- ガンダムMk-II
- ΖΖガンダム
- ガンダムF91
- GP-03ステメン
- ガンキャノン
- 百式改
- ジオング
- ジ・O
- クィン・マンサ
- サザビー
- ズゴックE

投手
- Ζガンダム
- νガンダム
- アレックス
- ビギナ・ギナ

応援
- エルピー・プル

### タイフーンライターズ (TR)
仮面ライダーシリーズの主要キャラクターで構成されたチーム。
野手
- 仮面ライダー2号
- 仮面ライダーV3
- 仮面ライダーX
- 仮面ライダーアマゾン
- 仮面ライダーストロンガー
- 仮面ライダーBLACK RX
- イカデビル
- カメバズーカ
- ヨロイ元帥
- アポロガイスト
- シャドームーン

投手
- 仮面ライダー1号
- 仮面ライダースーパー1
- スカイライダー
- 十面鬼

応援
- タックル

### ゴジラメガパワーズ (GM)
ゴジラシリーズの主要キャラクターで構成されたチーム。
野手
- ゴジラ
- ミニラ
- モスラ成虫
- アンギラス
- ラドン
- キングギドラ
- メカゴジラ
- ガイガン
- ヘドラ
- チタノザウルス
- バラゴン
- ビオランテ

投手
- モスラ幼虫
- キングシーサー
- メカニコング
- X星人

応援
- 小美人

### ニンジャインベーダーズ (NI)
ウルトラシリーズのバルタン星人をメインに構成されたチーム。
野手
- メフィラス星人
- バルタン星人A～K

投手
- ゼットン
- バルタン星人L - N

応援
- ゼロワン
- チブル星人

### ジオントマホークス (ZT)
ガンダムシリーズのザクをメインに構成されたチーム。
野手
- ケンプファー
- 赤ザクA
- ザクA-J

投手
- キュベレイ
- 赤ザクB
- ザクK - L

応援
- ララァ・スン

### ショッカーイーグルス (SE)
仮面ライダーシリーズのショッカー戦闘員をメインに構成されたチーム。
野手
- 一つ目タイタン
- 戦闘員リーダーA
- 戦闘員A - J

投手
- 地獄大使
- 戦闘員リーダーB
- 戦闘員K - L

応援
- ハチ女

### 地球防衛ガンズ (CG)
ゴジラシリーズの防衛隊をメインに構成されたチーム。
野手
- ジェットジャガー
- 防衛隊隊員A - K

投手
- 芹沢博士
- 防衛隊隊員L - N

応援
- キラアク星人

### その他のチーム
ヒーローオールスターズ（HA）
リーグ戦モードのリーグ戦結果報告画面でコマンドを入力すると戦えるチーム。プレイヤーが選択しているチーム以外の全チームの中から選抜されたキャラクターがメンバーになっている。
オールユニバース（AU）
オールスターモードでの1Pのチーム。
オールガイア（AG）
オールスターモードでの2PもしくはCOMのチーム。

### サブキャラクター
京本政樹
試合終了後のバンプレストスポーツでキャスターとして登場。試合結果やキャラクターのレベルアップを教えてくれる。
バンプレキッド
主審や塁審といった全ての審判として登場。

## スタッフ
- メイン・プログラマー：か〇〇きや〇し ほんにん
- サブ・プログラマー：いわなが ぱぱ けんいち（岩永研一）、田端紀行
- グラフィック・デザイナー：萱島啓子、諸星三千代
- サウンド：まつだいら マダム あこ（松平あこ）
- ミッキー：こざかい そそそ じゅんや（小酒井順哉）
- データ：おぎー おがた ひろし、えんどー たかし
- エグゼクティブ・プロデューサー：東喜三郎
- プロデューサー：下道隆
- ディレクター：田中憲一、さかたでんそう

## 評価
ゲーム誌『ファミコン通信』の「クロスレビュー」では、5・4・6・3の合計18点（満40点）、『ファミリーコンピュータMagazine』の読者投票による「ゲーム通信簿」での評価は以下の通りとなっており、20.1点（満30点）となっている。
| 項目 | キャラクタ | 音楽 | お買得度 | 操作性 | 熱中度 | オリジナリティ | 総合 |
| 得点 | 3.8        | 3.0  | 3.1      | 3.4    | 3.5    | 3.3            | 20.1 |

## 関連作品
漫画
コミックボンボン（講談社）にて本作品を原作としたときた洸一作画の漫画が連載された。
詳細は『ザ・グレイトバトルIII (漫画)』を参照のこと。

攻略本
- ファミリーコンピュータ必勝法スペシャル バトルベースボール